# صندلی اعتراف
صندلی اعتراف (عربی: كرسي الإعتراف) فیلمی در ژانر درام به کارگردانی یوسف وهبی است که در سال ۱۹۴۹ منتشر شد. از بازیگران آن می‌توان به فاتن حمامه، یوسف وهبی، و سراج منیر اشاره کرد.